# チェ・ジウ
チェ・ジウ（崔志宇、ハングル表記：최지우、1975年6月11日 - ）は、韓国京畿道坡州郡（現･坡州市）生まれの女優。本名はチェ・ミヒャン（崔美香）。スリーサイズは、86.4-63.5-83.8 （cm）。漢陽大学校演劇映画科中退。クリスチャン。スタジオ・サンタクロース所属。
映画ではアン・ソンギ、アン・ジェウク、ドラマではクォン・サンウ、チャン・ドンゴン、イ・ビョンホン、ペ・ヨンジュンなど有名俳優と共演し、アジアにおける韓流スターの代表的女優のひとりとなった。
日本では、『冬のソナタ』のチョン・ユジン役や『美しき日々』のキム・ヨンス役、『天国の階段』のハン・ジョンソ役で知られる。

## 略歴
京畿道坡州郡(現･坡州市)に生まれる。父親が職業軍人であったため初等学校（小学校）6年生のときから釜山直轄市(現･釜山広域市)に住み、釜山水営小学校、釜山水営女子中学校、釜山徳門女子高等学校、釜山女子専門大学舞踊科（エアロビクス専攻）を卒業。
1994年に19歳でMBCのオーディションに合格し23期新人タレントとなるが、主演映画を降板させられるといった挫折も味わう。
1995年の『戦争と愛』以後チェ・ジウという芸名を名乗り、1996年のドラマ『初恋』の端役に出演して広く名が知られるようになった。
2000年から、臓器寄贈運動本部広報大使をつとめる。2001年、漢陽大学校に入学したが、後に除籍された。
2002年に、ペ・ヨンジュンと共演したドラマ『冬のソナタ』でヒロインを務め、日本でも2003年から2004年にNHKで放送されると大ヒット。翌2003年に放送されクォン・サンウと共演した『天国の階段』も「チェ・ジウが泣くほど視聴率が上がる涙腺崩壊ドラマ」と言われ日本でも話題となり、アジアを中心に韓流ブームを巻き起こす。
2004年6月、日韓国交正常化40周年を記念する「日韓友情年」諮問委員会の一員となり、2005年の「日韓共同訪問の年」の韓国代表の広報大使に任命（日本代表は女優・木村佳乃）され、6月には韓国観光公社から広報大使を務めた功績に功労牌を授与された。9月、釜山市教育庁の教育広報大使を委嘱された。
2003年には日本の大ヒットドラマを韓国・中国・日本で共同制作でリメイクした『101回目のプロポーズ』に主演。
2005年のアクション映画『無影剣』では、武術の達人をワイヤーアクションで演じた。
2006年1月、TBS日曜劇場『輪舞曲』で竹野内豊とW主演を務め日本のドラマに初出演。11月に日本で、iモード、EzWeb、Yahoo!ケータイの公式コンテンツとして「チェ・ジウmobile」が開始された。
2014年、韓国の大手芸能プロダクションであるYGエンターテインメントと専属契約を結ぶ。
2018年3月29日、一般男性と結婚。
2019年12月23日、妊娠を発表。2019年から2020年にかけて放送されたドラマ『愛の不時着』のストーリーにチェ・ジウや「天国の階段」のエピソードが登場し、妊娠中ではあったがチェ・ジウが本人役でカメオ出演を果たした。。
2020年5月16日、第1子女児を出産。
2024年、10年間所属したYGエンターテインメントを離れ、3月にスタジオ・サンタクロース・エンターテインメントに移籍した。8月16日、新宿ピカデリーで実施された映画『ニューノーマル』の日本公開初日記念イベントに、チョン・ボムシク監督と登壇した。

## 受賞歴
- 1998年 第21回黄金撮影賞新人俳優賞（『オルガミ〜罠』）
- 1998年 第34回百想芸術大賞新人演技賞（『オルガミ〜罠』）
- 1998年 白桑大賞新人俳優賞
- 1999年 映像レコード大賞 ゴールデンビデオ 女子演技賞（ミュージックビデオ『For Your Soul』）
- 2000年 MBC演技大賞女演技賞（『新貴公子』）
- 2002年 KBS演技大賞最優秀演技賞（『冬のソナタ』）、人気賞
- 2003年 SBS演技大賞 ドラマスペシャル部門 女性演技賞（『天国の階段』）
- 2005年 第41回百想芸術大賞韓流特別賞（韓流への寄与貢献）

## 人物
朝鮮語（母語）と日本語を少々、そして英語を話すことができる。（2015年「花よりおじいさん〜ギリシャ編」ではドバイでのホテル予約トラブルで「英語が出来なくて悔しい」と悔しがっていた）日本や中国との合作ドラマへの出演も積極的である。バレエを習い始めたことをインタビューで明らかにしている。
泣きの演技に定評があり、韓国では、チェ・ジウの泣いた分だけ視聴率が上がると言われている。日本では「涙の女王」とも言われている。
私生活では、2007年から2011年にかけて、俳優のイ・ジヌクと交際していた。
兄、義姉がいる。

### 慈善活動
- 2004年、新潟県中越地震の被災者に、現金1万米ドル（大韓民国で個人が海外に携行出来る外貨の最高限度額）を寄付した。
- 2011年3月、東日本大震災の義援金として、大韓赤十字社を通じて2億ウォンを寄付した[30]。

## 出演

### テレビドラマ
- 戦争と愛（1995年、MBC）
- ひとつ屋根の下の三家族（1995年、MBC）
- 幸福（1995年、MBC）
- 戦闘気流（1995年、MBC）
- その愛一つだけで（「愛しい人」とも）（1996年、MBC）
- 初恋（1996年 - 1997年、KBS） - カン・ソッキ役
- 幸せは我々の胸に（1997年、SBS） - ソン・ギョンア役
- あなた、そして私（1997年 - 1998年、MBC） - 司会者役
- サラン〜LOVE〜（1998年、MBC） - ユ・ジヨン役
- 情熱（1999年、KBS） - ウン・ジス役
- ラブ・ストーリー「メッセージ編」（1999年-2000年、SBS）
- 友情（1999年、KBS）
- 真実（2000年、MBC） - イ・ジャヨン役
- 新貴公子（2000年、MBC） - チャン・スジン役
- 美しき日々（2001年、SBS） - キム・ヨンス役
- 冬のソナタ（2002年、KBS） - チョン・ユジン役
- 天国の階段（2003年 - 2004年、SBS） - ハン・ジョンソ役
- 101回目のプロポーズ （日本のテレビドラマのリメイク版）（2003年、MBC） - リー・シャオロン役
- エア・シティ（2007年、MBC） - ハン・ドギョン役
- スターの恋人（2008年 - 2009年、SBS） - イ・マリ役
- 負けたくない!（日本のテレビドラマのリメイク版）（2011年、MBC） - イ・ウンジェ役
- 怪しい家政婦（日本のテレビドラマのリメイク版）（2013年、SBS） - パク・ボンニョ役
- 誘惑（2014年、SBS） - ユ・セヨン役
- 2度目の二十歳（2015年、tvN） - ハ・ノラ役
- キャリアを引く女〜キャリーバッグいっぱいの恋〜（2016年、MBC） - チャ・グムジュ役
- 世界でもっとも美しい別れ（2017年、tvN） - チョン・ヨンス役
- 愛の不時着 （2020年2月8日、tvN） - 13話・チェ・ジウ本人役
- 流れ星Sh**ting Stars （2022年5月14日、tvN） - 8話〜・ウン・シウ役

### 日本のテレビドラマ
- 輪舞曲（2006年、TBS） - チェ・ユナ役
- 冬のサクラ（2011年、TBS） - 友情出演
- ブラックペアン シーズン2 第1話・第5話（2024年7月7日・8月4日、TBS） - パク・ソヒョン 役[31][32]

### 映画
- 愛しい人（1996年） - ジニョン役
- バクボンゴン家出事件（1996年） - ウンソン役
- ハレルヤ（1997年） - ルームサロンマダム役
- オルガミ〜罠（1997年） - ハン・スジン役
- ファースト・キス（1998年） - ソン・ヨンファ役
- 異邦人（1998年） - 娘役
- NOWHERE ノーウェアー（1999年） - キム・ジュヨン役
- ピアノを弾く大統領（2002年） - チェ・ウンス役
- 誰にでも秘密がある（2004年） - ハン・ソニョン役
- 無影剣 SHADOWLESS SWORD[33]（2005年）
- 連理の枝（2006年） - ヘウォン役
- 女優たち（2009年） - 本人役
- ハッピーログイン（2016年） - ハム・ジュラン役
- ニューノーマル（朝鮮語版）（2023年）- ヒョンジョン役[34]

### 演劇
- To be or not to be

### ミュージックビデオ
- For Your Soul　チョ・ソンモ
- 風景　ク・ボンスン、チャン・ドンコン
- 無限之愛　キム・ジョンミン
- NaNaNa　ユ・スンジュン
- 愛はいつも　映画『キスしましょうか』 本人
- Heaven　ドラマ『美しき日々』 イ・ジョンヒョン
- 約束　ドラマ『美しき日々』 Zero
- Good bye　ドラマ『美しき日々』 Zero
- 最初から今まで　ドラマ『冬のソナタ』 Ryu
- 星を愛した王子の夢　チャ・テヒョン

### 日本企業のCM出演
- ロッテ（ガム、マカダミアチョコレート、キシリトールのど飴、コラーゲン10000）
- ロート製薬（2004年秋から。目薬·新Vロート、薬用化粧品·Obagi）
- ラ・パルレ（エステサロン　2005年春から）
- 公共広告機構（韓国放送広告公社）との環境をテーマにした日韓共同キャンペーン「エコライバルになろう。」 2008年度）
- VanaH
- 平川商事 アローグループ（関西地区中心に展開するパチンコホール「ARROW」　2010年6月から）

### 日本の番組のゲスト出演
- SMAP×SMAP - 木村拓哉とババ抜きをやり、鯛焼きを頬張る。BISTRO SMAPでは、天ぷらとデザートを注文。勝利のキスをされたのは、勝利した稲垣、草彅チームとペ・ヨンジュンのまねをした香取。
- 中居正広の金曜日のスマたちへ - 日本語を習得中であり、安住紳一郎から「役立たず」という日本語を教わり、さっそく最後に、所持金が少なくチェへのプレゼントを買えない安住を「ヤクタタズ」と優しく罵る場面も。
- はなまるマーケット - 小泉純一郎首相を隣のおじさんのようと形容し、また「おめざ」は、番組側が用意した。
- とんねるずのみなさんのおかげでした - 「食わず嫌い」でSMAPの稲垣と対戦、引き分けに終った。チェは焼きジャケが嫌い。冷たいと生臭いし、焼いても白くならない色が気に入らないという。チェのお土産は、新宿区歌舞伎町の鐘路福餅屋の餅の盛合せ（6種）。
- 英語でしゃべらナイト - 英語を学習中であるといい、『冬のソナタ』がこれほど世界で見られるならば、といささか悔やむ表情も見られた。
- Tokyo美人物語〜本当のキレイを探す旅〜 - 2005年8月21日放送、日本テレビ系。伊東美咲と対談[35]。
- さんまのまんまスペシャル2007 - 2007年10月9日放送。ナインティナインが途中、同席。さんまはチェの携帯電話の番号を教えてもらったが、チェは知らない電話番号からの着信には出ないとか。
- 行列のできる法律相談所 - 2008年11月23日放送。「有名人100枚の絵でつなぐ カンボジア学校建設プロジェクト」に絵を出展。本人はビデオのみの参加。
- QVC チェ ジウ美の秘密Himei - 2019年6月11日。charmzoneからHimeiブランド日本デビュー当日ということでブランドミューズのゲストとしてLIVE出演。本人の誕生日当日出演ということで番組冒頭花束を贈呈される。番組中盤にはインタビューに答える。[36]

## 書籍

### 写真集
- 101回目のプロポーズ（2005年2月25日、竹書房）ISBN 978-4812419694
- if（2006年3月15日、エキサイト）ISBN 978-4903396026
- チェ・ジウ×チョ・ハンソン『連理の枝』写真集（2006年4月7日、角川書店）ISBN 978-4048539654

### 著作
- JIWOOISM ジウイズム~神様に感謝（2009年12月8日、光文社）ISBN 978-4334901646

### 関連書籍
- 「チェ・ジウの秘密」研究会『チェ・ジウの秘密―なみだとほほえみ』（2004年10月、サニー出版）ISBN 978-4882191735

## 日本語吹き替え
『冬のソナタ』以降、田中美里が大半の作品で担当している。
また、田中はチェ・ジウが2004年に同作のプロモーションで来日した際に対面を果たしており、「これからも、私が出演したドラマが日本で放映されることがあったら、私の声は全部、田中さんが担当してくれたらうれしい」と言われ、公認を受けている。